# 굴뚝산업

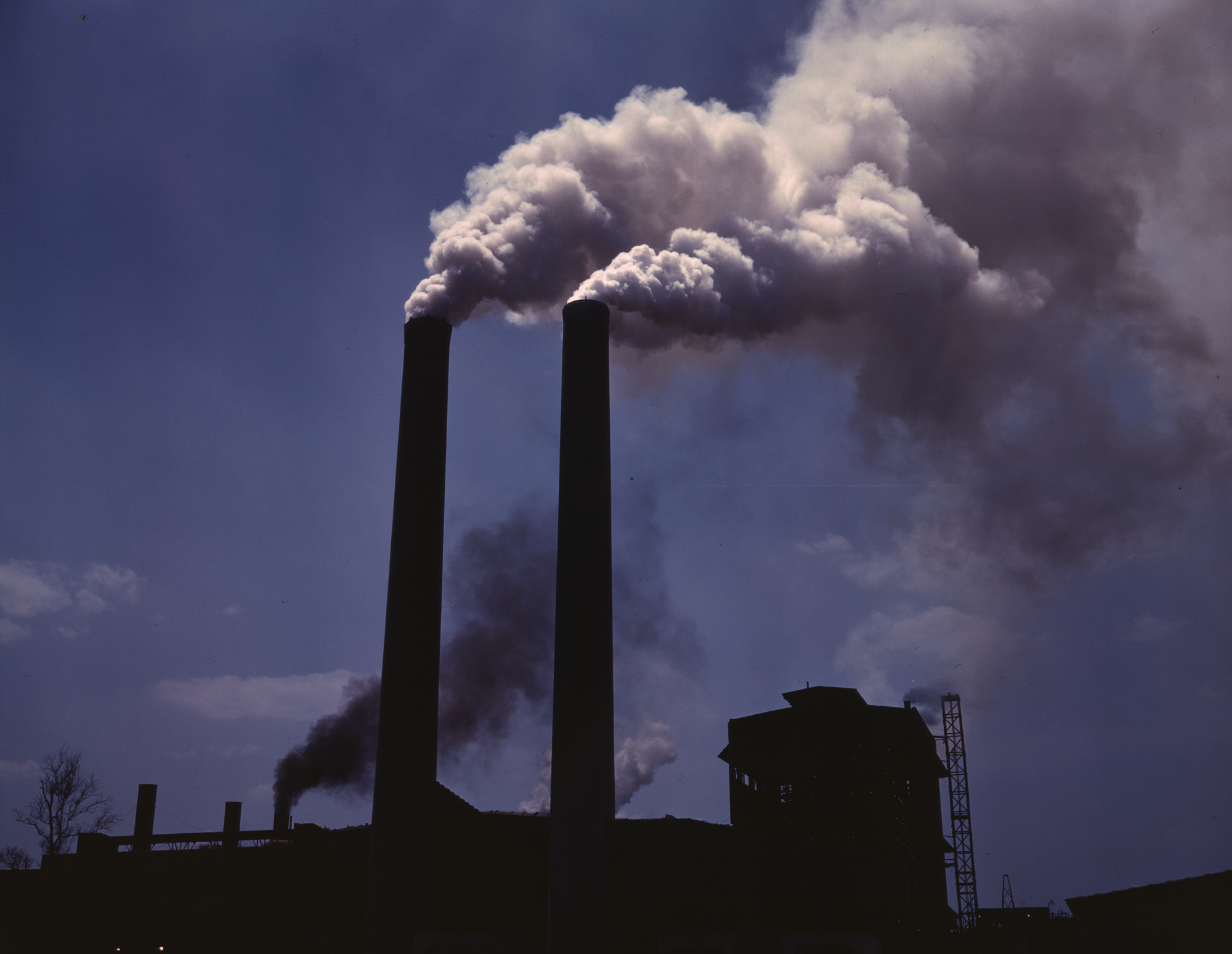

굴뚝산업(smokestack industry)은 제조업을, 대개 냉소적인 뉘앙스로 부르는 말이다. 특히 굴뚝산업이라고 불리는 공장은 대개 높은 굴뚝인 화통이 있으며, 이를 통해 많은 부피의 공해를 배출한다.